# Micreumenes voiensis
Micreumenes voiensis är en stekelart som beskrevs av Gusenleitner 2000. Micreumenes voiensis ingår i släktet Micreumenes och familjen Eumenidae. Inga underarter finns listade i Catalogue of Life.